# 煙與蜜
《煙與蜜》是所創作的日本漫畫，開始連載於KADOKAWA旗下漫畫雜誌《Harta》Vol.59。

## 內容概述
大正五年的名古屋，年十二歲、出身富商家的小姐──花塚姬子與年三十歲、隸屬大日本帝國陸軍第三師團的少校──土屋文治結下於三年後實現的婚約。年齡差距十八歲的兩人，將透過這三年的相處了解彼此，由此開始一段大正年間的愛戀佳話。

## 登場人物

### 主要角色
花塚姬子
12歲，一流富商花塚敬次郎的孫女，大正五年時舉家從帝都(東京)搬遷至名古屋，與祖父、母親花塚瑞子、四位家傭姊姊一同生活。留著妹妹頭，性格天真浪漫，非常仰慕未婚夫土屋文治，一心想在三年內成為配得上文治的女性，渴求自己能變得更加成熟。
土屋文治
30歲，大日本帝國陸軍第三師團的少校，率領步兵第六聯隊大隊。長相嚴肅，眼下有極深的黑眼圈，個性沉穩可靠，有菸癮。因花塚敬次郎想要土屋家在戰爭時獲得的爵位，而與姬子訂下婚約，對姬子百般呵護，時常給予鼓勵，甚至因為不想嚇著對方而不顧軍紀留長自己的頭髮。

### 花塚家
花塚敬次郎
一流富商，瑞子的父親，姬子的祖父，年輕時努力打拼成就現在的大業，對女兒和孫女十分照顧。因為想要土屋家在日清和日俄戰爭時獲得的爵位而讓姬子與文治結下婚約，期限訂在姬子年滿15歲時。
花塚瑞子
敬次郎的女兒，姬子的母親，身子虛弱，患有胃潰瘍。除了姬子，也將四位家傭當作女兒對待。
龍子
花塚家傭人之一，為掌管女傭的女中，來自靜岡。自姬子幼時便陪伴在側，個性精明能幹，在姬子面前隱藏自己的菸癮。因為呵護姬子而對文治有些許敵意。
月子
花塚家傭人之一，與星子為姊妹，生長於名古屋。希望有天能被夫人帶到帝都。
星子
花塚家傭人之一，與月子為姊妹，生長於名古屋。希望有天能被夫人帶到帝都。
駒子
花塚家傭人之一，來自新瀉。

### 帝國陸軍第三師團步兵第六聯隊大隊
天道少尉
個性死板端正，總是將軍紀放在第一位，在其他人眼裡有些聒噪。無法理解文治為何為了未婚妻違背軍紀。
六藤上尉
個性豪爽直接，長相粗獷，與文治關係不錯。
三尻中尉
會替文治修補軍服，已婚。
壽中尉
與文治一同前往遊廓尋找鐵中士，在鐵中士對文治出手時先將其揍倒。座右銘是「隨聲附和」。
鐵一鐵中士
發現了文治與姬子在名古屋出遊一事，自行加油添醋傳開謠言，說文治是「會對小孩出手的人」，並將姬子當作文治聲譽的把柄。後調查出親妹妹──鐵市在靜岡的漁村當別人家養女，並接受自己定期金援的事，被文治以此當作要脅。

### 姬子的同學
鬼頭凜
姬子的同學，出身富家，外表看似高傲刻薄，其實內心很羨慕姬子。為姬子轉學到名古屋後首先交到的朋友之一。答應文治不要在學校提到姬子有未婚夫一事。
野野目野乃
姬子的同學，上課會打瞌睡，為人外向爽朗。為姬子轉學到名古屋後首先交到的朋友之一。答應文治不要在學校提到姬子有未婚夫一事。

## 出版書籍
| 卷數 | KADOKAWA       | KADOKAWA               | 台灣角川       | 台灣角川               |
| 卷數 | 發售日期       | ISBN                   | 發售日期       | ISBN                   |
| ---- | -------------- | ---------------------- | -------------- | ---------------------- |
| 1    | 2019年12月13日 | ISBN 978-4-04-735789-1 | 2021年4月19日  | ISBN 978-9-86-524304-3 |
| 2    | 2020年7月15日  | ISBN 978-4-04-736102-7 | 2021年10月25日 | ISBN 978-9-86-524875-8 |
| 3    | 2021年6月15日  | ISBN 978-4-04-736616-9 | 2022年6月23日  | ISBN 978-6-263-21519-1 |
| 4    | 2022年12月15日 | ISBN 978-4-04-737169-9 | 2023年9月21日  | ISBN 978-6-263-52911-3 |
| 5    | 2023年12月15日 | ISBN 978-4-04-737628-1 | 2024年11月21日 | ISBN 978-6-264-00848-8 |
| 6    | 2024年11月15日 | ISBN 978-4-04-738060-8 |                |                        |

## 迴響
本作獲得全國書店店員推薦漫畫2021第7名。

## 外部連結
- 漫畫第1集（日語）
- 【試閱】《煙與蜜》大正浪漫 少女與軍官的純情戀愛物語（繁體中文）